# Тарано
Тарано (итал. Tarano) — коммуна в Италии, располагается в регионе Лацио, подчиняется административному центру Риети.
Население составляет 1199 человек, плотность населения составляет 60 чел./км². Занимает площадь 20 км². Почтовый индекс — 02040. Телефонный код — 0765.
Покровителем коммуны почитается святой Георгий, празднование 23 апреля.